# Adolf von Gizycki

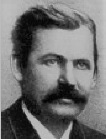
Adolf von Gizycki

Adolf von Gizycki (* 8. Dezember 1834 in Königsberg; † 13. Mai 1891 in Aachen) war ein deutscher Maschinenbauingenieur und Rektor der RWTH Aachen.

## Leben und Wirken
Nach seinem Abitur begann Gizycki zunächst ein Mathematik-Studium an der Albertus-Universität Königsberg. Dort wurde er im Sommersemester 1854 Mitglied der Burschenschaft Germania. 1856 wechselte er an das königliche Gewerbeinstitut Berlin, die heutige Technische Hochschule Berlin, studierte Maschinenbau und schloss dieses Studium 1859 mit der Prüfung zum Diplomingenieur ab. Ab dem Jahr 1864 wurde er hier sowohl als Assistent als auch später als Dozent an der neuen Gewerbeakademie dieser TH übernommen.
Im Jahr 1870 folgte Gizycki einem Ruf an das neu eröffnete Polytechnikum Aachen, die heutige RWTH Aachen, wo er als ordentlicher Professor für Theoretische Maschinenlehre und Kinematik nach dem System Reuleaux übernommen wurde. Hier blieb er bis zu seinem Ableben im Jahr 1891 und leitete die Hochschule zwischenzeitlich von 1880 bis 1883 als Nachfolger des seit der Eröffnung eingesetzten und noch mit unbeschränkter Amtszeit tätigen August von Kaven als deren Rektor. Anschließend wurde er noch für mehrere Jahre in den Senat gewählt.
Gizycki war der erste Rektor dieser Hochschule, der nach einem neuen Verfassungsstatut vom 27. August 1880 für drei Jahre gewählt wurde. Zehn Jahre nach der Aufnahme des Lehrbetriebes war er maßgeblich an dem weiteren strukturellen und organisatorischen Aufbau der Hochschule beteiligt. In dieser Zeit wurde eine neue Diplomprüfungsordnung, eine neue Zulassungsordnung für Privatdozenten und eine neue Habilitationsordnung erstellt. Ferner oblag ihm die Errichtung einer neuen Bergbau-Abteilung sowie dreier neuer Lehrstühle: für Bergbaukunde, Markscheidewesen und Messkunst und später noch für Elektrotechnik einschließlich eines neuen elektrotechnischen Laboratoriums. Auf diese Weise konnte sich das Polytechnikum in dieser Phase der Hochindustrialisierung in Deutschland den neuen Anforderungen stellen und damit auch die Studierendenzahlen deutlich erhöhen.